# 胡櫻汶
胡櫻汶（英語：Woo Ying Man；?—），是一名香港女藝人，畢業於聖羅撒書院，她在1990年就讀無綫電視藝員訓練班，其後成為電視廣播有限公司的藝員，曾經參與電視劇集、電影及舞台劇的演出，以及擔任資訊節目主持，2006年與藝人李文標註冊結婚後淡出電視圈。

## 演出作品

### 電視劇
- 1990年 《我本善良》 飾 浩秘書
- 1990年 《孖仔孖心肝》 飾 李玉好
- 1991年 《蜀山奇俠之仙侶奇緣》 飾 易靜
- 1993年	《原振俠》 飾 美景 [2]
- 1995年 《刑事偵緝檔案II》 飾 許秋萍(李漢強的妻子)
- 1996年 《十三密殺令》 飾 兔殺手（食肉兔）

### 電影
- 2002年 《慳錢家族》 飾 主持人

### 資訊節目
- 《娛樂新聞眼》
- 《肥媽私房菜》

### 音樂錄像
- 吳國敬 - 我說過要你快樂